# Maria Strandlund
Maria Strandlund (17 agosto 1969) è un'ex tennista svedese.
È conosciuta anche come Maria Strandlund-Tomsvik.

## Carriera
In carriera ha vinto un titolo di doppio, il Faber Grand Prix nel 1994, in coppia con Maria Lindström. Nei tornei del Grande Slam ha ottenuto il suo miglior risultato raggiungendo i quarti di finale di doppio misto a Wimbledon nel 1993, in coppia con il connazionale Jan Apell.
In Fed Cup ha disputato un totale di 33 partite, ottenendo 13 vittorie e 20 sconfitte.

## Statistiche

### Doppio

#### Vittorie (1)
| Numero | Anno            | Torneo                  | Superficie | Compagna        | Avversarie in finale            | Punteggio |
| 1.     | 30 ottobre 1994 | Faber Grand Prix, Essen | Cemento    | Maria Lindström | Evgenija Manjukova Leila Meskhi | 6-2, 6-1  |

### Doppio

#### Finali perse (1)
| Numero | Anno           | Torneo                     | Superficie  | Compagna        | Avversarie in finale    | Punteggio     |
| 1.     | 14 maggio 1995 | I. ČLTK Prague Open, Praga | Terra rossa | Maria Lindström | Linda Wild Chanda Rubin | 7-6, 3-6, 2-6 |